# ساموئل نوآ کریمر
 ساموئل نوآ کریمر (انگلیسی: Samuel Noah Kramer؛ ‏ ۲۸ سپتامبر ۱۸۹۷ – ۲۶ نوامبر ۱۹۹۰) آشورشناس روسی-آمریکایی بود.